# Glucoconjugado

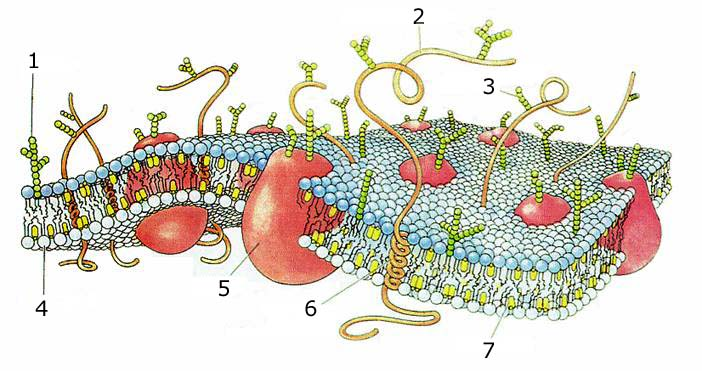
Dibujo esquemático de una membrana celular 1. Glicolípido. 2. Glicopéptido. 3. Oligosacárido. 4. Fosfolípido. 5. Proteína de membrana. 6. Proteína transmembrana alfa-helicoidal. 7. Colesterol. 1, 2, 5 y 6 son glicoconjugados

Los glucoconjugados son un grupo de carbohidratos que están unidos covalentemente con especies químicas como proteínas, péptidos, lípidos y otros compuestos. Se forman mediante un proceso de glucosilación .
Son compuestos muy importantes en biología y se clasifican en varios tipos, como glicoproteínas, glicopéptidos, peptidoglucanos, glicolípidos, glucósidos y lipopolisacáridos . Están involucrados en las interacciones célula-célula, incluyendo el reconocimiento celular; en las interacciones célula-matriz y en los procesos de detoxificación.
Generalmente, la parte o partes formadas por el carbohidrato juegan un papel importante en la función de un glucoconjugado, por ejemplo en la molécula de adhesión de células neurales (NCAM por sus siglas en inglés) y las proteínas sanguíneas donde los detalles finos en la estructura de carbohidratos determinan que se produzca o no ahesión celular, o la vida útil en circulación.
Algunas especies moleculares de importancia no se  consideran glucoconjugados pese a poseer una parte formada por carbohidratos; estas son: ADN, ARN, ATP, cAMP, cGMP, NADH, NADPH y coenzima A.
Los glucoconjugados se pueden formar mediante enlaces covalentes entre antígenos de carbohidratos y proteínas scaffold (de andamiaje) con el objetivo de lograr una respuesta inmunológica a largo plazo en el cuerpo. La inmunización con glucoconjugados indujo con éxito memoria inmune a largo plazo contra antígenos de carbohidratos. Las vacunas glucoconjugadas se introdujeron en la década de 1990 y han dado resultados efectivos contra la influenza y el meningococo .
En 2021 se observó ARN glicosilado por primera vez.